# 知多半島古窯跡群
知多半島古窯跡群（ちたはんとうこようせきぐん）、または知多窯（ちたよう）とは、平安時代末（12世紀代）から愛知県南西部の知多半島地域に広がった中世陶器の窯跡群の総称で、主に中世常滑窯の古い段階を示す考古学用語として使われている。

## 概要
古代灰釉陶器生産窯である猿投窯が、山茶碗生産窯へと移行しつつ拡散・南下したことで、12世紀初頭に知多半島地域でも山茶碗生産が開始され、「常滑窯」が成立する。これらの窖窯群は、12世紀初頭から14世紀前半にかけて知多半島全域に広がるため、この段階を学史上「知多半島古窯跡（址）群」と呼称し、14世紀後半以降、窯跡が旧常滑町域に集中する段階から「常滑窯」と呼ぶことがあるとされる。ただし両者の生産と系譜は常に連続的なものであることから、一般的には、12世紀の成立当初から近代・現代の窯にいたるまで、「常滑窯（常滑焼）」が使われることが多い。

## 発掘された遺跡例
知多市
- 七曲古窯址群
- 刀池古窯跡群[3]

大府市
- 別岨古窯群[4]
- 羽根山古窯跡群[5]
- 深廻間古窯跡群[6][7][8]

常滑市
- 夏敷古窯跡[9]

知多郡東浦町
- 石浜古窯跡群[10]

知多郡美浜町
- 美浜吉田古窯群[11]